# 胸腔
胸腔（きょうくう・きょうこう、英: thoracic cavity, chest cavity）は、胸壁肋骨・胸椎・胸骨・横隔膜によって囲まれた、人体（など、横隔膜をもつ脊椎動物の体）の空間。横隔膜により腹腔と区分される。胸腔上部の境界は正面は胸骨柄、側面は第一肋骨、背面は脊柱である。心臓・大動脈・食道などを含む縦隔で左右に分離されている。呼吸器外科では、縦隔を含まない狭義の、胸膜で覆われた中に肺が収容されている空間のことをさす。

## 画像

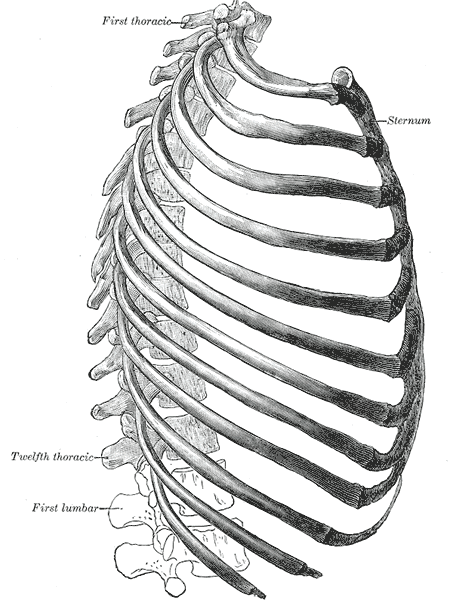
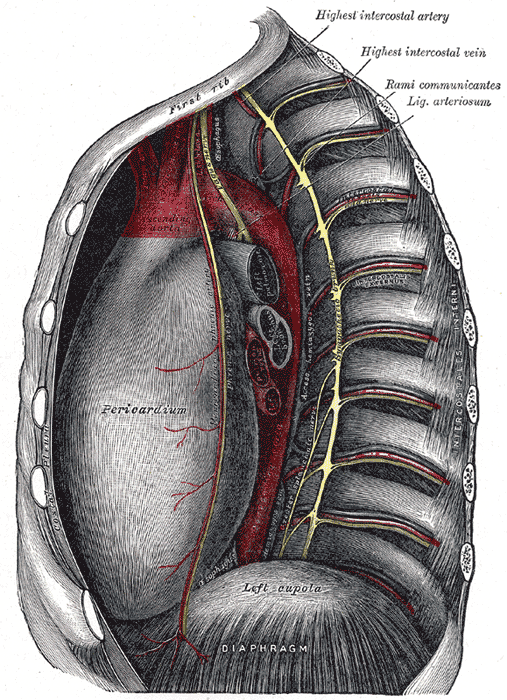